# Collectieplan
Een collectieplan is een plan waarin een collectiebeherende instelling – een museum, bibliotheek of archief – inzicht geeft in de samenstelling en betekenis van de collectie, het collectiebeleid en de uitvoering van het collectiebeleid. Een collectieplan gaat dus veel dieper in op de collectie dan het algemene beleidsplan van een instelling. Onderwerpen die doorgaans in een collectieplan aan bod komen zijn: collectiebeschrijving, collectiewaardering, collectievorming, behoud en beheer, collectieregistratie, en het gebruik van de collectie. Een collectieplan heeft meestal een geldigheidsduur van zo'n vier à vijf jaar; daarna wordt het geactualiseerd. Om opgenomen te worden in het Nederlandse Museumregister moet een museum beschikken over een geschreven collectiebeleid. Ten tijde van het Deltaplan voor Cultuurbehoud was het hebben van een collectieplan een vereiste voor Nederlandse musea om voor overheidssubsidie in aanmerking te komen.